# Сліпун брамінський
Сліпу́н брамі́нський (Indotyphlops braminus) — вид змій родини сліпунів (Typhlopidae).

## Опис
Загальна довжина досягає 10-12 см. Дуже струнка змія з маленьким шипом на кінці хвоста. Має дуже маленьку голову, очі вкриті щитками, блискучу луску. Колір шкіри спини коричневий, черево дещо світліше.

## Спосіб життя
Полюбляє ліси з вологим ґрунтом, поля. З'являється на висоті 1500—2000 м над рівнем моря. Ховається під камінням та серед сміття. Часто зустрічається у квіткових глечиках, тому й отримала назву глечикова змія. Харчується дрібними комахами та земляними хробаками.
Це яйцекладна змія. Розмножується партеногенетично Самиця відкладає 2-7 витягнутих яєць 12×4 мм.

## Розповсюдження
Мешкає в Індії, Шрі-Ланці, південно-східній Азії. Разом з квітковими горщиками брамінський сліпун проник до Північної Америки та Гавайських островів, південної Африки, Австралії.